# Гайденко Ігор Анатолійович
Гайденко Ігор Анатолійович (нар. 11 січня 1961, смт Хорошеве, Харківський р-н, Харківська обл.) — український композитор, педагог, кандидат мистецтвознавства (2005), доцент (2009), завідувач кафедри оркестрових інструментів Харківської державної академії культури.

## Біографія
Ігор Анатолійович Гайденко народився 11 січня 1961 року в смт Хорошеве Харківської області. Його батько — відомий український композитор Анатолій Павлович Гайденко. Закінчив Харківський інститут мистецтв у 1985 році — клас фортепіано Н. Єщенко, у 1990 році — клас композиції В. Золотухіна. Далі молодий композитор пройшов ряд стажувань в Європі — (Казімеж-Дольний, Польща, 1991), у Американській консерваторії (Фонтенбло, Франція, 1992), де викладали композиторську справу провідні митці з різних європейських країн і США. Опановував композиторські технології в асистентурі-стажуванні (композиція) Санкт-Петербурзької консерваторії (1990—1993, проф. С. Слонімський). У 2006 році захистив кандидатську дисертацію «Роль музичних комп'ютерних технологій у сучасній композиторській практиці».
Викладацьку діяльність розпочав у Харківському ліцеї мистецтв. У 2016 році почав викладати у Харківській державній академії культури. З 2017 року очолює кафедру оркестрових інструментів ХДАК. Викладає навчальні дисципліни: «Основи композиції», «Аранжування», «Основи імпровізації». Крім того, працює на кафедрі композиції та інструментування в Харківському національному університеті мистецтв імені І. Котляревського.
За понад тридцять років композиторської діяльності створив величезну кількість музичних творів, різноманітних за жанрами, напрямами й формами. Зокрема композитор є автором симфонічної і камерно-оркестрової музики, низки інструментальних концертів (для фортепіано з оркестром «Слобожанський», для бандури з оркестром «Харківський», для цимбалів з оркестром «Сонячне коло», для баяна з оркестром «Кончерто ритміко»), хорових творів для різних складів, вокальних циклів і романсів, камерно-інструментальних і камерно-вокальних ансамблів, великої кількості інструментальних композицій (зокрема для фортепіано, кларнета, тромбона, туби, бандури та бандури і голосу тощо), а також великої кількості театральної музики, серед якої виокремлюються опера, мюзикли, саундтреки для музичних вистав та інші.
Музичні твори І. А. Гайденка виконуються на концертних майданчиках України та за її межами, входять у педагогічний репертуар музичних шкіл, училищ та ЗВО України. У творчому доробку значну частину займає музика для театру ― близько сотні вистав з музикою І. Гайденка йдуть у музичних, драматичних і лялькових театрах України та за кордоном. Ним написано понад 50 музично-театральних робіт, які неодноразово звучали у постановках музично-драматичних театрів багатьох міст України та за кордоном. І саме творчість у галузі театральної музики автора природно відбилася й на його композиціях, написаних в інших жанрах, зокрема й на хорових опусах.
Крім власне творчої, композиторської діяльності Ігор Анатолійович Гайденко проводить активну роботу як педагог, науковець, громадський діяч тощо. Як науковець він досліджує проблему використання комп'ютерних технологій у роботі сучасного композитора. Творча лабораторія Ігоря Гайденка не обмежується використанням окремих стильових, жанрових чи технологічних орієнтирів. Музика композитора демонструє його відкритість до різних художніх напрямів і систем. А це і джаз, і неофольклор, і необароко, і авангардні техніки тощо. Музикант має власну студію
І. А. Гайденко — Голова Правління Харківської організації національної спілки композиторів України, постійний член комісії з атестації народних колективів при Харківській обласній раді. Входить до складу Комітету з призначення щорічних премій та іменних стипендій Харківської обласної державної адміністрації та Харківської обласної ради в галузі культури і мистецтва.
Діяльність композитора та його мистецькі доробки відзначені низкою почесних державних та регіональних звань і премій, а також нагород композиторських конкурсів. І. Гайденко є лауреатом Всеукраїнського конкурсу композиторів імені Віктора Косенка (1995), лауреатом І Міжнародного конкурсу музики для бандури імені Григорія Китастого в Канаді (2000), лауреатом Харківської муніципальної премії ім. Іллі Слатіна (2000), Міжнародного конкурсу композиторів у Торонто (2001), нагороджений призом за кращий твір на ІІІ відкритому конкурсі юних бандуристів ім. Г. Хоткевича (Харків, 2007), нагороджений дипломом за найкраще аранжування на вокальному конкурсі «Бравісимо» (Харків, 2007). У 2003 році І. Гайденко увійшов до рейтингу «Харків'янин року». Нагороджений Почесним срібним знаком за неоціненний внесок у розвиток Харківського академічного театру музичної комедії у 2014 році.

## Основні праці
- Гайденко І. А. Практика використання числової послідовності Леонардо Пізанського у творі Fibonacciphonia для оркестру // Культура України. Серія: Мистецтвознавство : зб. наук. пр. / М-во культури України, Харків. держ. акад. культури ; [редкол.: В. М. Шейко (відп. ред.) та ін.] ; за заг. ред. В. М. Шейка. Харків : ХДАК, 2017. Вип. 56. С. 244—253.

- Гайденко І. А. Досвід оркестрування в програмному комплексі Steinberg Dorico // Культура України. Серія: Мистецтвознавство : зб. наук. пр. / М-во культури України, Харків. держ. акад. культури ; [редкол.: В. М. Шейко (відп. ред.) та ін.] ; за заг. ред. В. М. Шейка. Харків : ХДАК, 2018. Вип. 61. С. 16–23.
- Гайденко І. А. Досвід створення музичного кліпу з використанням дистанційних методів // Культурологія та соціальні комунікації: інноваційні стратегії розвитку : матеріали міжнар. наук. конф. (26-27 листоп. 2020 р.) / М-во культури та інформ. політики України, М-во освіти і науки України, Харків. держ. акад. культури, Нац. акад. мистецтв України ; [редкол.: В. М. Шейко та ін.]. Харків : ХДАК, 2020. С. 251—253.
- Гайденко І. А. Откидач Володимир Миколайович // Енциклопедія Сучасної України / Редкол.: І. М. Дзюба, А. І. Жуковський, М. Г. Железняк [та ін.] ; НАН України. Київ, 2022. Т. 24.
- Гайденко І. А. Проблема музично-теоретичної літератури в українському освітньому просторі // Джерело педагогічних інновацій. Освітні інновації в позашкільній освіті : сучасний погляд, практика та перспективи впровадження. 2022. № 1 (37). С. 22–29.
- Гайденко І. А. Про заміщення радянських підручників // Культурологія та соціальні комунікації : інноваційні стратегії розвитку : матеріали міжнар. наук. конф. (17-18 листоп. 2022 р.) / М-во культури та інформ. політики України, М-во освіти і науки України, Харків. держ. акад. культури, Нац. акад. мистецтв України ; [відп. за вип. Ю. І. Лошков]. Харків : ХДАК, 2022. С. 309—311.

### Нотні видання
- Гайденко І. «Старий млинок»: інструмент. п'єса для бандури // Юний бандурист: зб. суч. творів: метод. вид. Харків: ГЛАС, 2003.С.40–43.
- Гайденко І. «Ой, ти пташко» (на текст Гр. Сковороди): п'єса для голосу та бандури // Юний бандурист: зб. суч. творів: метод. вид. Вип. 2. Харків: ГЛАС, 2005. С.4 ― 8.
- Гайденко І. «Марійка»: інструмент. п'єса для бандури // Юний бандурист: зб. суч. творів: метод. вид. Вип. 2. Харків: ГЛАС, 2005. С.37–38.
- Гайденко І. «Танок»: інструмент. п'єса для бандури // Юний бандурист: зб. суч. творів: метод. вид. Вип. 2. Харків: ГЛАС, 2005. С.38–39.
- Гайденко І. «Сонячне коло»: концерт для цимбалів з оркестром // С. Ф. Мельничук Концертні твори для цимбалів. Рівне: Зеніт, 2007. С.40–67.
- Гайденко І. «Дзиґаря» // Юний бандурист: зб. суч. творів. Вип.3. / упоряд. Л. Мандзюк. Харків: Стиль, 2007. 63 с.
- Гайденко І. «Ковалі» // Юний бандурист: зб. суч. творів. Вип. 9. / упоряд. Л. Мандзюк. Харків: Стиль, 2019. С. 30–31.

## Музичні твори
1983
- «Дощик» для хору з супроводом.

1984
- Три прелюдії для фортепіано.

- Соната для фортепіано.

1985
- «Варіації у стилі Jazz-rock» для фортепіано.

1988
- «Котився горщик» для хору на народний текст.
- «Ой, жалю мій, жалю» для хору на текст І. Франка.
- «Silentium» для хору на текст Й. Мандельштама.

1989
- «П'ять чорних фуг» для фортепіано.
- Музика до спектаклю «Мина Мазайло» за п'єсою М. Куліша — Харків, Березіль, Гран при на міжрегіональному фестивалі ПОЧАТОК, 1990.
- «Sinfonia» для симф. оркестру.

1990
- Мюзикл «Пошилися у дурні» по п'єсі М. Кропивницького — Луганський український театр, Кримський український музичний театр (1992).

1991
- Музика до вистави «Ніч на полонині» за О. Олесем — театральне відділення ХІМ, Чернігів, театр ім. Т. Г. Шевченка, (1992).
- «Концерт для струнних і духових».

1992
- Камерна кантата «Шість жіночих пісень на стародавні народні тексти» — фестиваль «Музичні асамблеї», Харків (1993).
- Музика до спектаклю «Роні, дочка розбійника» — ТЮГ, Харків.
- «Solo for Kelley» для скрипки — Фонтенбло (Франція), концертне виконання (Kelly Hall).

1993
- «Метаморфози» для баяну, роялю, скрипки і віолончелі — фестиваль «Музика молодих»(1995), Мюзик фест" (1997).
- Музика до спектаклю «Республіка на колесах» по п'єсі Я. Мамонтова — Чернігів, театр ім. Шевченка.

1994
- Музика до спектаклю «Крошка Цахес» — Харків, ТЮГ
- Музика до спектаклю «Одруження» за М. Гоголем — Чернігів, театр ім. Шевченка.
- Музика до спектаклю «Скотарня» по Дж. Оруелу — Харків, театр ляльок.

1995
- «Транскрипції» для квінтету дерев'яних духових.
- Музика до п'єси К. Гольдоні «Кйоджинські перепалки» — Харків, театр «Березіль».
- Музика для циркового номера С. Дидика — друга премія на цирковому конкурсі в Китаї, гастролі в КНР і США.
- Музика до казки О. Толстого «Золотий ключик» — театр ляльок (Харків, Тула, Москва).
- Музика до казки Аксакова «Аленька квіточка» — Тула, театр ляльок.
- Музика до спектаклю «Дон Жуан» — Харків, театр ляльок (не поставили).
- Сюїта для фортепіано — Мюзик фест 1998.
- «Стежини» для фортепіано — виконувались автором на концерті пам'яті Б. Лятошинского.
- Музика до казки «Царівна-Жаба» — Тула, театр ляльок.
- Музика до рекламних роликів концерну «Станк».

1996
- Музика до спектаклю «У самовара» (за російськими народними казками) — театр ляльок, Тула, Бєлгород, Краснодар, Саратов.
- Музика до казки Я. Стельмаха «Обережно-лев» — Харків, ТЮГ.
- Remix музики до п'єси О. Олеся «Ніч на полонині» — Київський обласний театр (Біла церква).
- Музика до сказів Бажова — театр ляльок Тула, Бєлгород.
- Музика до п'єси Ж. Ануя «Оркестр» — Харків, «Березіль».
- Remix музики до п'єси «Мина Мазайло» — Харків, «Березіль».

1997
- П'єса для комп'ютера «Ідучи за обрій» — Харків, радіотрансляція.
- Музика до п'єси Мольєра «Міщанин у дворянстві» — Тула, театр ляльок.
- Водевиль «Лев Гурыч Синичкин» — Суми, Вольськ, Москва, Самара.
- Remix музичного спектаклю «Роні, дочка розбійника» — Сімферополь (Кримський музичний театр).
- Музика до вистави «Снігова королева» — Тула, театр ляльок, Харків.

1998
- Музика до спектаклю «Витівки великого мертвіарха» по п'єсі М. Гильдерода — Тула, театр ляльок.
- Вокальний цикл на тексти Богдана-Ігоря Антонича.
- Музика до п'єси «Еквус».
- Музика до казки К. Гоцці «Любов до трьох апельсинів».
- Два різдвяних хори a capela.
- «Carol» для хору, органа й електрогітари.

1999
- Три п'єси для бандури: «Танок», «Марійка», «Григорію Сковороді».

2000
- «Старий млин» для бандури соло.
- «Musica militare» для кларнету, сурми, фортепіано та ударних.

2001
- «Ромео та Джульєтта», опера.
- «Гамлет», музика до вистави.

2002
- «Три наспіви на текст Гр. Сковороди» для хору та симфонічного оркестру, а також для хору і оркестру народних інструментів (фондовий запис НТРКУ).
- «Sanctus» для хору та симфонічного оркестру.

2003
- «Машенька и медведь», музика до вистави — Харків, театр ляльок.
- «Алые паруса», музика до вистави — Тула, театр ляльок.

2004
- «Сонячне коло», концерт для цимбалів з оркестром — ІІІ міжнародний конкурс ім. Гн. Хоткевича, обов'язковий твір, м. Харків, Братислава, Київ, Мінськ. Сопот (2006).
- «Чарівні сни», музика до вистави, — Черкаський обласний театр ляльок.
- «ОЖГ», музика до вистави Тульского театру ляльок.
- «Дощик» для хору та симф. оркестру — дит. хор. Ліцею мистецтв та оркестр ХОФ.

2005
- «Джельсомино в стране лжецов», музична казка — театр «Свободное пространство», м. Орел, Росія.

2006
- «Про искусство» для хору та симфонічного оркестру.
- «Веселий бандурист» для бандури.
- «Сінокіс» для трьох флейт.
- «Перепалки» для 2 кларнетів та альт-саксофону.
- «Млинок» для бандури.
- «Світи місяцю» для голосу та бандури.
- «Ой, ти, пташко» для голосу та бандури.
- «Дівчино, хмелю» на текст Б. І. Антонича для голосу та бандури.
- «Пісня мрій» для вокального ансамблю на т. Р. Лутай.

2007
- Концерт для бандури з оркестром «Харківський» — IV міжнародний конкурс ім.. Гн. Хоткевича, обов'язковий твір, м. Харків.
- Музична казка «Красуня та чудовисько», лібрето В. Берізки — академічний театр музичної комедії, м. Харків.
- «Золушка» — музика до вистави Тульського лялькового театру «Золотой ключик» — музика до вистави Московського міського театру ляльок.
- Авторське аранжування оперети І. Кальмана «Сильва» для антрепризи, м. Тула.
- Музика до телефільму «Праздник с домовушками», реж. І. Лузін.

2008
- «Дзигаря» для ансамблю бандуристів.
- «Казка» для бандури.

2009
- «Concerto ritmico» для баяну з оркестром.

2010
- Музика до вистави «Терем-теремок» — Самара, театр ляльок.
- Два романси для голосу та ф-но на тексти І. Євси.

2011
- Музика до вистави «По щучьему велению» — Саратов, Харків (2013).
- Музика до вистави «Маленький принц» — «Синематограф» (Москва).
- Музична вистава «Кіт у чоботях» — «Березіль», Харків.

2012
- Концерт для фортепіано з оркестром «Слобожанський» — «Київ мюзік фест 2012».

2013
- Музична вистава «Авантюристи» — академічний театр музичної комедії, м. Харків.
- Музика до вистави «Принцеса і Свинопас» — «Березіль», Харків.

2014
- Музика до вистави «Кто тут самый главный?» — обласний театр ляльок, Запоріжжя.
- Музика до вистави «Волк и семеро козлят» — обласний академічний театр ляльок, Харків .
- Музична комедія «Вождь краснокожих» — академічний театр музичної комедії, м. Харків.

2015
- Музика до вистави «Пригоди у чарівному лісі» — обласний театр ляльок, Запоріжжя.
- Музика до вистави «Микита Кожум'яка» — обласний театр ляльок, Запоріжжя.
- Музика до вистави «Івасик Телесик» — академічний театр музичної комедії, м. Харків.
- «Всякому городу нрав і права», хор на текст Гр. Сковороди — «Київ мюзік-фест 2015», капела «Хрещатик».

2016
- «Fibonacciphonia» для великого симфонічного оркестру — Київ-мюзік фест 2016.
- Музика до вистави «Кошкин дом» — Харківський театр ляльок.
- Музика до вистави «Маленький принц» — обласний театр ляльок, Запоріжжя.
- Carol для хору та органу — ХОФ, січень 2016.
- «Прощавай, Масляна!» для дитячого хору — хор «Скворушка».

2017
- Музика до вистави «Котигорошко» — Харківський театр ляльок.
- Музика до вистави «Чарівні слова» — обласний театр ляльок, Запоріжжя.
- Музика до антрепризи «Все как у людей».

2018
- Музика до вистави «Мюнхгаузен» — обласний театр ляльок, Запоріжжя.

2019
- «Intermedia», «Evil and good», «Carnaval» для оркестру.
- Музика до вистави «Кіт без чобіт» — обласний театр ляльок, Запоріжжя.

2020
- Музика до вистави «Веселий урок» — обласний театр ляльок, Запоріжжя.
- «Кропивницькому» для оркестра.
- «Opening» для оркестра.
- «Король Матеуш», музика до вистави.

2021
- «Вождь краснокожих» — Одеський театр оперети ім. М. Водяного.
- «Курка Ряба» — обласний театр ляльок, Запоріжжя.
- «Equus» для оркестру.

2022
- «Project D».
- «Kryvorivnia».
- «Jazz Am».